# Aloe trichosantha
Aloe trichosantha ist eine Pflanzenart der Gattung der Aloen in der Unterfamilie der Affodillgewächse (Asphodeloideae). Das Artepitheton trichosantha leitet sich von den griechischen Worten trichos für ‚Haar‘ sowie anthos für ‚Blüte‘ ab und verweist auf die haarige Blütenhülle der Art.

## Beschreibung

### Vegetative Merkmale
Aloe trichosantha wächst stammlos oder sehr kurz stammbildend, ist einzeln oder sprosst und bildet Gruppen. Die zwölf bis 16 lanzettlich verschmälerten Laubblätter bilden eine dichte Rosette. Die trüb grüne Blattspreite ist 40 bis 50 Zentimeter lang und 10 Zentimeter breit. Gelegentlich ist sie mit wenigen zerstreuten Flecken besetzt. Nur selten sind die Flecken zahlreich. Die stechenden, rötlich braunen Zähne am Blattrand sind etwa 4,5 bis 5,5 Millimeter lang und stehen 12 bis 15 Millimeter voneinander entfernt. Der Blattsaft trocknet gelb.

### Blütenstände und Blüten
Der Blütenstand weist zwei bis drei Zweige auf und erreicht eine Länge von 100 bis 150 Zentimeter. Die ziemlich dichten, zylindrisch spitz zulaufenden Trauben sind etwa 30 Zentimeter (selten bis 50 Zentimeter) lang. Die eiförmig-lanzettlichen, spitzen Brakteen weisen eine Länge von 14 Millimeter auf und sind 6 Millimeter breit. Die erdbeerroten oder korallenrosafarbenen Blüten sind weißfilzig und stehen an 5 bis 6 Millimeter langen Blütenstielen. Die Blüten sind 20 bis 23 Millimeter lang und an ihrer Basis gerundet. Auf Höhe des Fruchtknotens weisen sie einen Durchmesser von 7 bis 8 Millimetern auf. Darüber sind die Blüten nicht oder sehr wenig verengt. Ihre Perigonblätter sind auf einer Länge von 10 bis 12 Millimetern nicht miteinander verwachsen. Die Staubblätter und der Griffel ragen kaum aus der Blüte heraus.

### Genetik
Die Chromosomenzahl beträgt {\displaystyle 2n=14}.

## Systematik und Verbreitung
Aloe trichosantha ist in Eritrea und Äthiopien verbreitet. Aloe trichosantha subsp. trichosantha wächst in Eritrea und Äthiopien in Höhen von 520 bis 1700 Metern auf felsigen Hängen oder in trockenen, flachen Gegenden. Aloe trichosantha subsp. longiflora ist in Äthiopien im offenen, laubabwerfenden Buschland auf Felsen und alluvialen Böden in Höhen von 1000 bis 1950 Metern verbreitet.
Die Erstbeschreibung durch Alwin Berger wurde 1905 veröffentlicht. Es werden folgende Unterarten unterschieden:
- Aloe trichosantha subsp. trichosantha
- Aloe trichosantha subsp. longiflora M.G.Gilbert & Sebsebe

Aloe trichosantha subsp. trichosantha

Synonyme sind Aloe percrassa Schweinf. (1894, nom. illeg. ICBN-Artikel 53.1) und Aloe percrassa var. albopicta Schweinf. (1894, unkorrekter Name ICBN-Artikel 11.4)
Aloe trichosantha subsp. longiflora

Aloe trichosantha subsp. longiflora unterscheidet sich von Aloe trichosantha subsp. trichosantha subsp. sakarahensis durch 2 bis 4 Millimeter langen Randzähne und die 25 bis 30 Millimeter langen Blüten. Die Erstbeschreibung dieser Unterart durch Michael George Gilbert und Sebsebe Demissew wurde im Jahr 2000 veröffentlicht.

## Nachweise